# Ochoz (ort)
Ochoz är en ort i Tjeckien.   Den ligger i regionen Olomouc, i den östra delen av landet, 190 km öster om huvudstaden Prag. Ochoz ligger 455 meter över havet och antalet invånare är 200.
Terrängen runt Ochoz är platt åt nordväst, men åt sydost är den kuperad. Terrängen runt Ochoz sluttar österut.Runt Ochoz är det ganska tätbefolkat, med 86 invånare per kvadratkilometer. Närmaste större samhälle är Litovel, 16,1 km nordost om Ochoz. Trakten runt Ochoz består till största delen av jordbruksmark.